# The Kennel Club
The Kennel Club es un kennel club o club de criadores, del Reino Unido. Su objetivo principal es el mejoramiento de todo lo relacionado con el mundo del perro, tratando asimismo de concienciar a los poseedores de mascotas sobre la importancia de mantenerlas sanas, seguras y felices.

## Críticas
Ha sido ampliamente criticado tras la emisión del documental Pedigree Dogs Exposed (Los secretos del pedigrí) por parte de la BBC, donde se muestran los efectos nocivos de la cría intensiva, llevada a cabo para obtener ejemplares cada vez más ajustados a los estándares, a costa de la salud de los canes.